# Bóng đá tại Đại hội Thể thao Bán đảo Đông Nam Á 1971
Giải bóng đá tại Đại hội Thể thao Bán đảo Đông Nam Á 1971 diễn ra từ ngày 12 đến ngày 18 tháng 12 năm 1971 tại Kuala Lumpur, Malaysia.

## Địa điểm thi đấu
- Sân vận động Merdeka, Kuala Lumpur

## Các đội tuyển tham dự
- Miến Điện
- Malaysia
- Thái Lan
- Việt Nam Cộng hòa
- Lào
- Singapore
- Cộng hòa Khmer

## Giải đấu

### Vòng bảng
Bảy đội tuyển được chia thành hai bảng đấu vòng tròn 1 lượt chọn 2 đội xếp đầu vào bán kết.
|  | Đội bóng đi tiếp vào vòng trong |

#### Bảng A
| Đội            | ST | T | H | B | BT | BB | HS  | Đ |
| -------------- | -- | - | - | - | -- | -- | --- | - |
| Malaysia       | 3  | 3 | 0 | 0 | 12 | 2  | +10 | 6 |
| Thái Lan       | 3  | 1 | 1 | 1 | 6  | 5  | +1  | 3 |
| Cộng hòa Khmer | 3  | 1 | 1 | 1 | 3  | 4  | -1  | 3 |
| Lào            | 3  | 0 | 0 | 3 | 0  | 10 | -10 | 0 |

| Cộng hòa Khmer | 1–1 | Thái Lan |
| -------------- | --- | -------- |
|                |     |          |

| Malaysia | 5–0 | Lào |
| -------- | --- | --- |
|          |     |     |

| Lào | 0–2 | Cộng hòa Khmer |
| --- | --- | -------------- |
|     |     |                |

| Malaysia | 4–2 | Thái Lan |
| -------- | --- | -------- |
|          |     |          |

| Thái Lan | 3–0 | Lào |
| -------- | --- | --- |
|          |     |     |

| Malaysia                                      | 3–0 | Cộng hòa Khmer |
| --------------------------------------------- | --- | -------------- |
| Salleh Ibrahim 5' · ? ?' · Wong Choon Wah 56' |     |                |

#### Bảng B
| Đội               | ST | T | H | B | BT | BB | HS | Đ |
| ----------------- | -- | - | - | - | -- | -- | -- | - |
| Miến Điện         | 2  | 1 | 1 | 0 | 8  | 1  | +7 | 3 |
| Việt Nam Cộng hòa | 2  | 1 | 1 | 0 | 3  | 1  | +2 | 3 |
| Singapore         | 2  | 0 | 0 | 2 | 2  | 11 | -9 | 0 |

| Miến Điện | 0–0 | Việt Nam Cộng hòa |
| --------- | --- | ----------------- |
|           |     |                   |

| Việt Nam Cộng hòa                         | 3–1      | Singapore         |
| ----------------------------------------- | -------- | ----------------- |
| Trần Văn Ính 33', 43' · Trần Tiến Anh 61' | Chi tiết | Quah Kim Song 31' |

| Miến Điện                                                                        | 8–1      | Singapore    |
| -------------------------------------------------------------------------------- | -------- | ------------ |
| Ye Nyunt 16', 23', 42', 84' · Win Maung 38' · Win Nyunt 44' · Maung Tin 46', 61' | Chi tiết | ? 58' (l.n.) |

### Vòng đấu loại trực tiếp

#### Nhánh đấu
|  | Bán kết           | Bán kết   |               |   | Chung kết | Chung kết |
|  |                   |           |               |   |           |           |
|  | 17 tháng 12       |           |               |   |           |           |
|  |                   |           |               |   |           |           |
|  | Malaysia          | 3         |               |   |           |           |
|  | Malaysia          | 3         | 18 tháng 12   |   |           |           |
|  | Việt Nam Cộng hòa | 2         |               |   |           |           |
|  | Việt Nam Cộng hòa | 2         | Malaysia      | 1 |           |           |
|  | 17 tháng 12       |           | Malaysia      | 1 |           |           |
|  |                   | Miến Điện | 2             |   |           |           |
|  | Miến Điện         | Miến Điện | 2             | 3 |           |           |
|  | Miến Điện         |           |               | 3 |           |           |
|  | Thái Lan          | 1         |               |   |           |           |
|  | Thái Lan          | 1         | Tranh hạng ba |   |           |           |
|  |                   |           |               |   |           |           |
|  | 18 tháng 12       |           |               |   |           |           |
|  |                   |           |               |   |           |           |
|  | Thái Lan          | 0         |               |   |           |           |
|  | Thái Lan          | 0         |               |   |           |           |
|  | Việt Nam Cộng hòa | 0         |               |   |           |           |

#### Bán kết
| Malaysia                           | 3–2      | Việt Nam Cộng hòa               |
| ---------------------------------- | -------- | ------------------------------- |
| Shaharuddin Abdullah 46', 66', 76' | Chi tiết | Dương Văn Tha 5' · Tiết Anh 27' |

| Miến Điện                                         | 3–1      | Thái Lan            |
| ------------------------------------------------- | -------- | ------------------- |
| Tin Sein 84' · Maung Kyan Myint ?' · Ye Nyunt 90' | Chi tiết | Sud Saard Suthda ?' |

#### Tranh huy chương đồng
| Thái Lan | 0–0 | Việt Nam Cộng hòa |
| -------- | --- | ----------------- |
|          |     |                   |

Việt Nam Cộng hòa và Thái Lan cùng đoạt huy chương đồng
| Miến Điện         | 2–1      | Malaysia                 |
| ----------------- | -------- | ------------------------ |
| Win Maung 1', 71' | Chi tiết | Shaharuddin Abdullah 15' |

## Nhà vô địch
| Vô địch Bóng đá nam SEAP Games 1971 Miến Điện Lần thứ tư |

## Bảng xếp hạng chung cuộc
| VT | Đội               | ST | T | H | B | BT | BB | HS  | Đ | Kết quả cuối cùng   |
| -- | ----------------- | -- | - | - | - | -- | -- | --- | - | ------------------- |
| 1  | Miến Điện         | 4  | 3 | 1 | 0 | 13 | 3  | +10 | 7 | Huy chương vàng     |
| 2  | Malaysia (H)      | 5  | 4 | 0 | 1 | 16 | 6  | +10 | 8 | Huy chương bạc      |
| 3  | Việt Nam Cộng hòa | 4  | 1 | 2 | 1 | 5  | 4  | +1  | 4 | Huy chương đồng     |
| 4  | Thái Lan          | 5  | 1 | 2 | 2 | 7  | 8  | −1  | 4 | Huy chương đồng     |
|    |                   |    |   |   |   |    |    |     |   |                     |
| 5  | Cộng hòa Khmer    | 3  | 1 | 1 | 1 | 3  | 4  | −1  | 3 | Bị loại ở vòng bảng |
| 6  | Singapore         | 2  | 0 | 0 | 2 | 2  | 11 | −9  | 0 | Bị loại ở vòng bảng |
| 7  | Lào               | 3  | 0 | 0 | 3 | 0  | 10 | −10 | 0 | Bị loại ở vòng bảng |

## Bảng huy chương
| Vàng      | Bạc      | Đồng                         |
| --------- | -------- | ---------------------------- |
| Miến Điện | Malaysia | Thái Lan & Việt Nam Cộng hòa |

| Nội dung    | Vàng | Bạc      | Đồng                         |
| ----------- | --- | -------- | ---------------------------- |
| Bóng đá nam | Miến Điện · Maung Tin Aung · Maung Maung Tin · Tin Sein · Myo Win Nyunt · Ye Nyunt · Maung Kyan Myint · Win Maung · Than Soe · Thin Aung Moe · Nyunt Maung Maung · Sein Win · Pe Khin · Aye San · Aye Maung II · Ryint Soe · Maung Hla Htay · Win Lay Sein · Khin Maung Lay | Malaysia | Thái Lan · Việt Nam Cộng hòa |